# Очищення стічних вод збагачувальних фабрик
Очи́щення стічни́х во́д збага́чувальних фа́брик — збагачувальні фабрики споживають на технологічні потреби значні об'єми води — від 3 до 8 м3/т сировини. Склад стічних вод збагачувальних фабрик комплексний, він залежить від мінерального складу корисної копалини і застосованого методу збагачення. До стоків збагачувальних фабрик відносять флотаційні відходи, зливи згущувачів, фільтрати вакуум-фільтрів. Флотаційні відходи рудних збагачувальних фабрик, в яких міститься 15 — 35% твердого, становлять 60 — 90% усіх стічних вод збагачувальної фабрики. Звичайно флотаційні відходи, зливи згущувачів, фільтрати вакуум-фільтрів об'єднують і відкачують у басейн-сховище спільно.
Стічні воді фабрик з магнітними і гравітаційними процесами забруднені в основному грубодисперсними домішками, що складаються з породних частинок різної крупності. В стічних водах флотаційних фабрик містяться флотаційні реагенти — збирачі, спінювачі і модифікатори. Крім того, при збагаченні сульфідних руд поверхні мінералів окиснюються, тому в стоках знаходяться катіони кольорових металів і інші сполуки, що є результатом взаємодії реагентів з мінеральними поверхнями.

## Основні забруднюючі речовини
До основних забруднювальних речовин стічних вод збагачувальних фабрик належать:
- грубодисперсні домішки — відходи фабрик з флотацією, гравітаційними процесами і з мокрою магнітною сепарацією. Згідно з «Правилами охорони поверхневих вод від забруднення» концентрація шкідливих речовин не повинна перевищувати 0,25 мг/л для водойм господарчо-питного значення і 0,75 мг/л для водойм рибогосподарчого значення;
- кислоти і луги, що подають у технологічний процес як реагенти-регулятори. В будь-яких водоймах показник рН середовища повинен бути в межах 6,5 — 8,5;
- йони кольорових і чорних металів, концентрація яких визначається у основному мінеральним складом сировини;
- ксантоґенати і дітіофосфати, які застосовуються при збагаченні руд кольорових металів і додають воді неприємний специфічний запах;
- сірчаний натрій, що використовується на багатьох збагачувальних фабриках і має неприємній запах; сульфідів у воді не повинно бути;
- ціаніди (дуже токсичні реагенти), які застосовуються при збагаченні руд кольорових металів і при вилученні золота;
- роданіди — дуже токсичні реагенти, що утворюються в стічних водах при взаємодії сульфідів з ціанідами;
- флуориди, що присутні в стічних водах при збагаченні барит-флюоритових та інших руд плавиковою кислотою і кремній-флуористим натрієм;
- феноли і крезоли, що застосовуються на фабриках як реагенти. Феноли і крезоли не токсичні, але мають дуже неприємний запах, особливо коли воду хлорують. Гранично допустима концентрація фенолу — 0,001 мг/л;
- нафтопродукти — найпоширеніші реагенти при збагаченні вугілля, мідно-молібденових і молібденово-вольфрамових руд, а також інших корисних копалин. Нафтопродукти надають воді неприємного запаху і присмаку;
- інші реагенти, які використовуються на збагачувальних фабриках. Гранично допустимі концентрації (ГДК) деяких реагентів (мг/л) такі: талова і соснова олія – 0,2; терпінеол – 0,05; ОПСМ – 7; ОПСБ – 0,5; АНП – 0,05.

Сольовий склад стоків збагачувальних фабрик можна характеризувати підвищеним вмістом сульфатів, хлоридів і карбонатів. У «Правилах охорони поверхневих вод від забруднення стічними водами» вказано, що концентрація солей у воді водойм не повинна перевищувати 1000 мг/л по сухому залишку.

## Основні способи очищення
Для очищення стічних вод застосовують такі методи: йонний обмін, електродіаліз, ультрафільтрування, зворотний осмос, флотацію. Пристрої, засновані на мембранних методах, застосовують для очищення стоків, які містять ціаніди і сполуки хрому, для очищення від йонів важких металів. Особливо перспективні є поєднання йонного обміну з вакуумним відгоном і йонного обміну із зворотним осмосом.
До основних заходів очищення стічних вод відносяться: видалення із стічних вод механічних домішок, застосування системи зворотного водопостачання, зниження витрати і зміна складу застосовуваних реагентів, хімічне очищення шляхом осадження шкідливих солей. 
- Видалення грубодисперсних частинок здійснюють в одну або дві стадії: в першу — виділяють на решетах і ситах найбільш крупні частинки, в другу (або одну стадію) — видаляють тонкі частинки відстоюванням у полі сил тяжіння і відцентрових сил. Для збільшення швидкості осадження тонких частинок в стічні води додають коагулянти і флокулянти.

- Хімічні методи очищення стоків — нейтралізація і окиснення різних мінеральних сполук.

В стічних водах збагачувальних фабрик можуть бути присутніми мінеральні кислоти. Частіше в них присутня сірчана кислота, що додається у флотаційний процес як регулятор середовища. Основний реагент, що застосовується для нейтралізації кислих стічних вод, — гашене вапно. Обробка стічних вод вапном приводить до осадження з них катіонів кольорових металів.
- Обробка стічних вод хлорвмісними реагентами дозволяє розкласти ксантоґенати, дітіофосфати, ціаніди і роданіди до нешкідливих речовин.

- Найскладніше завдання — очищення стоків від нафтопродуктів, концентрація яких у стічних водах збагачувальних фабрик бл. 10 мг/л, а допускається 0,1 — 0,3 мг/л. Очищення стічних вод від нафтопродуктів здійснюється за складною схемою, яка передбачає уловлювання їх у нафтопастках, коагуляцію стоків сульфатом заліза і вапном, флотаційне очищення, фільтрування стічних вод крізь кварцові і сульфовугільні фільтри.

При наявності у стічних водах органічних речовин їх очищення виконують методами екстракції або адсорбції.
- Адсорбцію застосовують для очищення стічних вод при концентрації органічних сполук менше 1 г/л. Як правило, адсорбенти — активоване вугілля, активований антрацит, коксовий і шлаковий дріб'язок — використовують у вигляді зерен неправильної форми розміром від 1,5 до 5 мм. При очищенні стічних вод їх пропускають через шар адсорбенту. Після насичення адсорбенту поглиненою речовиною його направляють на регенерацію, яка здійснюється екстракцією органічними розчинниками, відгоном водяною парою і випарюванням під дією струменя інертного газоподібного теплоносія.

- Екстракція застосовується при концентрації органічних речовин у стічних водах понад 2 г/л. При подачі екстрагенту в стічні води він розчинює органічні сполуки, які в них знаходяться. Після розчинення органічних сполук їх концентрація в екстрагенті значно перевищує концентрацію в стічних водах. Екстрагент виділяють зі стічних вод, з нього вилучають органічні сполуки і він знову використовується для очищення стічних вод. При очищенні стічних вод як екстрагенти застосовуються хлороформ, бензол, толуол та ін.

### Природне очищення стічних вод
Див. також Природне очищення стічних вод
Природне очищення стічних вод збагачувальних фабрик відбувається в басейнах-сховищах. В басейнах-сховищах під дією сили ваги тверда фаза відходів осаджується, а прояснений злив через водозабірні пристрої безперервно відкачується на збагачувальну фабрику і використовується як оборотна вода або частково скидається у природні водойми (якщо вода задовольняє нормам ГДК).
Для збільшення швидкості осадження тонких частинок в стічні води додають коагулянти і флокулянти. Також в басейнах-сховищах крім відстоювання води від механічних домішок відбувається розкладення шкідливих домішок, що містяться в стічних водах збагачувальних фабрик.  Згідно з «Правилами охорони поверхневих вод від забруднення» концентрація шкідливих речовин не повинна перевищувати 0,25 мг/л для водойм господарсько-питного значення і 0,75 мг/л для водойм рибогосподарського значення.
При відстоюванні у басейні-сховищі під дією температури і кисню повітря, сонячної радіації, біологічних і інших факторів концентрація реагентів в стічних водах зменшується. У басейні-сховищі протікають фізико-хімічні процеси, в результаті яких в стоках знижується вміст міді, цинку, свинцю, ціанідів, ксантогенатів і рН середовища. Зниження рН середовища обумовлене взаємодією стоків з вуглекислим газом повітря. Так за 5 – 6 діб рН середовища зменшується з 10 – 10,5 до 7,5 – 8.
Якщо після відстоювання в басейні-сховищі вміст шкідливих домішок в проясненої воді перевищує гранично допустиму концентрацію (ГДК), вона направляється на додаткове очищення.  

### Хімічні методи очищення стічних вод
Див. також Хімічні методи очищення стічних вод
До хімічних методів очищення стоків відносять нейтралізацію кислот і окиснення різних мінеральних сполук.
У стічних водах збагачувальних фабрик можуть бути присутніми мінеральні кислоти. Частіше в них присутня сірчана кислота, що додається у флотаційний процес як регулятор середовища. Основний реагент, що застосовується для нейтралізації кислих стічних вод, – гашене вапно (найбільш дешевий із застосованих лугів). Кислі води нейтралізують також лугами і їхніми відходами, крейдою, магнезитом, мармуром і меленим вапняком. Незважаючи на дешевизну вапняку, цей метод має ряд недоліків, головний з яких – невелика швидкість реакції між кислотою і частинками вапнякової суспензії. Нейтралізація води звичайно наступає через 15 – 20 хв. після введення вапна у стічні води. Обробка стічних вод вапном приводить також до осадження з них катіонів кольорових металів.
Для нейтралізації кислих вод можна застосовувати й метод фільтрування крізь шар матеріалу, що складається з магнезиту або доломіту. Перевагами даного методу – простота обслуговування пристрою і відсутність апаратів для дозування реагентів. Фільтри-нейтралізатори виконують горизонтальними і вертикальними. У вертикальних фільтрах застосовують грудки магнетиту або доломіту крупністю 30 – 80 мм, висота фільтрувального шару становить 0,8 – 1,2 м. Швидкість фільтрування не повинна перевищувати 5м3/год•м2.

### Йонообмінний метод очищення стічних вод
Див. також Йонообмінний метод очищення стічних вод
Процес йонного обміну використовують для очищення стічних вод від багатьох органічних і неорганічних сполук, а також від катіонів кольорових металів. При хімічному очищенні стоків від катіонів кольорових металів за допомогою подачі вапна або їдкого натру і осадження у вигляді гідратів оксидів не завжди вдається очистити стоки повністю. Крім того, осадження гідратів оксидів вимагає строгої підтримки визначених значень рН стоків. Недоліками хімічного способу очищення стоків є значні витрати вапна і великі об’єми отриманих осадів гідратів оксидів металів. Використання більш досконалих процесів йонного обміну дозволяє практично повністю виділити з стічних вод катіони кольорових металів і отримані метали утилізувати .
Найбільше розповсюдження при йонному обміні одержали синтетичні йонообмінні нерозчинні у воді смоли – іоніти (катіоніти і аніоніти). Катіоніти – іоніти, у яких протийони  мають кислотний характер, тобто обмінюють йони водню на інші катіони. Аніоніти – іоніти, у яких протийони  мають лужний характер, тобто обмінюють гідроксильні йони лугу або аніони солей на інші аніони. При йонообмінному очищенні стічних вод застосовують також сильнокислотні сульфокатіоніти КУ-1 і КУ-2, слабокислотний карбоксильний катіоніт КБ-4 і аніоніти ЕДЕ-10П і АВ-17. 

### Електрохімічний метод очищення стічних вод
Див. також Електрохімічний метод очищення стічних вод
При електричному методі очищення стічних вод відбувається або руйнування шкідливих речовин окисненням їх на аноді, або вилучення металів з стічних вод відкладенням їх на електродах.
Електрохімічне анодне окиснення стоків дозволяє поряд зі зневодненням здійснити регенерацію цінних компонентів. При електрохімічному окисненні ціанідів відбувається створення ціанат-йонів, подальше їхнє електрохімічне окиснення на аноді, а також розкладення гідроксильних йонів і хлориду натрію, який вводиться у воду перед її обробкою. Електрохімічний метод окиснення часто застосовується у комбінації з електролітичною флотацією гідрату оксиду міді і інших металів. 

### Екстракційне очищення стічних вод
Див. також Екстракційне очищення стічних вод
Екстракція застосовується при концентрації органічних речовин у стічних водах понад 2 г/л. При подачі екстрагенту в стічні води він розчиняє органічні сполуки, що містяться там. Після розчинення органічних сполук їх концентрація в екстрагенті значно перевищує концентрацію в стічних водах. Надалі екстрагент виділяють із стічних вод, регенерують, вилучають з нього органічні сполуки і знову використовують для очищення стічних вод. 
До екстрагенту, що застосовують для очищення стічних вод, висувають такі вимоги: він повинен добре розчинювати органічну речовину, що вилучається, і не розчинюватись у воді; густина екстрагенту повинна бути більше густини води для їхнього відносно простого розділення. Крім того, бажано, щоб регенерація розчинника здійснювалася легкодоступними методами без утрат екстрагенту . 
При очищенні стічних вод як екстрагенти застосовують хлороформ, чотирихлористий вуглець, диізопропіловий і дибутиловий ефіри, бутилацетат, бензол, толуол та ін.

### Адсорбційне очищення стічних вод
Див. також Адсорбційне очищення стічних вод
Адсорбцію застосовують для очищення стічних вод при концентрації органічних сполук менше 1 г/л. Звичайно адсорбенти – активоване вугілля, активований антрацит, коксовий і шлаковий дріб'язок – використовують у вигляді зерен неправильної форми розміром від 1,5 до 5 мм. 
Ефективність адсорбції органічних речовин із стічних вод залежить від хімічного складу адсорбенту і властивостей його поверхні.
При очищенні стічних вод їх пропускають через нерухомий і псевдорозріджений шар адсорбенту. Застосування адсорбенту в нерухомому шарі – один з найбільш простих методів очищення стоків.

### Флотаційне очищення стічних вод
Див. також Флотаційне очищення стічних вод
Йонна флотація і її різновиди дозволяють забезпечити високу ефективність очищення стічних вод і запобігти забрудненню довкілля, підвищити вилучення корисних компонентів і комплексність використання сировини. що перероблюється.
Пінне фракціонування використовується для очищення стічних і природних вод від органічних речовин, і в першу чергу від миючих речовин (наприклад, алкілбензосульфонатів) які не піддаються біологічному руйнуванню. Вилучення поверхнево активних речовин з стічних вод становить 90 – 95 %.

### Очищення стічних вод від нафтопродуктів.
Див. також Очищення стічних вод від нафтопродуктів
Найскладніше завдання – очищення стоків від нафтопродуктів, концентрація яких у стічних водах збагачувальних фабрик близько 10 мг/л, а за нормами ГДК допускається 0,1 – 0,3 мг/л. Очищення стічних вод від нафтопродуктів здійснюється за складною схемою, яка передбачає вловлювання їх у нафтопастках, коагуляцію стоків сульфатом заліза і вапном, флотаційне очищення, фільтрування стічних вод крізь кварцові і сульфовугільні фільтри.
Для очищення вод, які містять мастило і нафту, широко розповсюджені адгезійна і напірна флотації.

### Біохімічне очищення стічних вод
Див. також Біохімічне очищення стічних вод
Біохімічні методи звичайно застосовують для остаточного очищення стічних вод після використання фізико-хімічних методів обробки, за допомогою яких видаляють речовини, що не піддаються біологічному очищенню, або знижують концентрацію цих речовин. Сьогодні широко застосовують сумісне очищення побутових і промислових стічних вод, тому що у побутових стоках містяться розчинені речовини, які найбільш легко засвоюються мікроорганізмами.
Процес біохімічного очищення стічних вод здійснюється у пристроях різного типу: аеротенках, біофільтрах, полях зрошення, полях фільтрування і біологічних ставках.